# 二宮由紀子
二宮 由紀子（にのみや ゆきこ、本名・川島由紀子、1955年 - ）は、日本の童話作家、翻訳家。
新鮮な発想を持ち、独特のリズムがある文章により、ユーモアあふれる童話作品や絵本を描く童話作家として知られる。
同時に、海外の絵本を翻訳出版する翻訳家としても活躍しており、赤い鳥文学賞、産経児童出版文化賞、日本絵本賞翻訳絵本賞などを受賞。
兵庫県西宮市在住。夫は作家の川島誠。

## 略歴
大阪府出身。1974年（昭和49年）大阪府立高津高等学校卒業、1978年（昭和53年）京都大学文学部卒業。

## 受賞歴
- 『だれかそいつをつかまえろ!』(BL出版)で日本絵本賞翻訳絵本賞
- 「ハリネズミのプルプル」シリーズ(文溪堂)で2000年赤い鳥文学賞
- 『ムシャノコウジガワさんの鼻と友情』（偕成社）で2002年産経児童出版文化賞（推薦）
- 『クリスマスはきみといっしょに』（ホリー・ホビー、BL出版）で第49回産経児童出版文化賞
- 『きらい』(解放出版社)が2005年IBBY推薦本リスト選定
- 『くまくん』（ひかりのくに）が2006年日本絵本賞（毎日新聞）の読者賞候補にノミネート
- 『ものすごくおおきなプリンのうえで』（教育画劇）で2011年日本絵本賞大賞
- 『へちまのへーたろー』（教育画劇）で2012年日本絵本賞

## 作品
- 『アイスクリームごっこ?』（ポプラ社） 2003
- 『ホットケーキいいん?』（ポプラ社） 2005
- 『レイジーちゃんのおたんじょうび』(佼成出版社） 2005
- 『森の大あくま』（毎日新聞社） 2006
- 『さんぽひものはつこい 』(文研出版） 2006
- 『ものすごくおおきなプリンのうえで』（中新井純子絵、教育画劇） 2010.4
- 『へちまのへーたろー』（スドウピウ絵、教育画劇） 2011.6
- 『めざせ日本一! 熱投! 北海アニマルズ vs 熱々! 大阪オイデヤス』（あべ弘士絵、文溪堂） 2011.7
- 『あはあけぼの団地のあ』（古川タク絵、国土社、ニュー・ファンタジー） 1984.12
- 『うっかりウサギのう～んと長い1日』（長新太絵、文溪堂） 1994.2
- 『へびのしっぽ』（草土文化） 1998
- 『バーニーとトトとクンクンの12月はまいにちがすてき!』（松永雅之絵、解放出版社） 2001.11
- 『ムシャノコウジガワさんの鼻と友情』（荒井良二絵、偕成社） 2001.11

### 「ハリネズミのプルプル」シリーズ
- 『森のサクランボつみ大会』（あべ弘士絵、文溪堂、「ハリネズミのプルプル」シリーズ1） 1999
- 『イチジクの木の下で』（あべ弘士絵、文溪堂、「ハリネズミのプルプル」シリーズ2） 1999
- 『キンモクセイをさがしに』（あべ弘士絵、文溪堂、「ハリネズミのプルプル」シリーズ3） 1999

### 「ゆきだるまのマール」シリーズ
- 『ゆきだるまのマール』（渡辺洋二絵、ポプラ社、「ゆきだるまのマール」シリーズ） 2001.11
- 『マールのかくれんぼ』（渡辺洋二絵、ポプラ社、「ゆきだるまのマール」シリーズ） 2002
- 『マールとまいごのサンタクロース』（渡辺洋二絵、ポプラ社、「ゆきだるまのマール」シリーズ） 2003
- 『マールとシーちゃん』（渡辺洋二絵、ポプラ社、「ゆきだるまのマール」シリーズ） 2004.10

### 「あいうえおパラダイス」シリーズ
- 『あるひあひるがあるいていると』（理論社、「あいうえおパラダイス」シリーズ） 2007
- 『さかさやまのさくらでんせつ』（理論社、「あいうえおパラダイス」シリーズ） 2007
- 『たぬきのたろべえのたこやきや』（理論社、「あいうえおパラダイス」シリーズ） 2007
- 『からすとかばのかいすいよく』（理論社、「あいうえおパラダイス」シリーズ） 2008
- 『なぎさのなみのりチャンピオン』（理論社、「あいうえおパラダイス」シリーズ） 2008
- 『はるははこべのはなざかり』（理論社、「あいうえおパラダイス」シリーズ） 2008
- 『まくわうりとまほうつかい』（理論社、「あいうえおパラダイス」シリーズ） 2008
- 『やさいぎらいのやおやさん』（理論社、「あいうえおパラダイス」シリーズ） 2008
- 『らったらったらくだのらっぱ』（理論社、「あいうえおパラダイス」シリーズ） 2009

## 絵本
- 『おおきなおなべとちいさなおなべ』（福音館書店）
- 『たまねぎあたまのたまねぎこぞう』(ポプラ社） 2002
- 『けしごむくん』（ひかりのくに） 2002
- 『いただきまーす!』（解放出版社） 2003
- 『きらい』（解放出版社） 2003
- 『1と7』（高畠純絵、ひかりのくに） 2004.4
- 『くまくん』（ひかりのくに） 2004
- 『ねえどっち?』（あべ弘士絵、PHP研究所） 2004.11
- 『あひるのガガーリン』（いちかわなつこ絵、学習研究社） 2005.9
- 『いっちゃん』（解放出版社） 2007
- 『どうしてクリスマスには…』（木曽秀夫絵、文研出版） 2007.10
- 『モコちゃん』（佼成出版社） 2007
- 『カンガルーママのすてきなポケット』（佼成出版社） 2007
- 『はずかしがりやのれんこんくん』（童心社） 2008

## 翻訳
- 『コモドっ!』（ピーター・シス、ブックローン出版（BL出版）） 1994
- 『だれかそいつをつかまえろ!』（ピーター・アーマー、ブックローン出版） 1995.12
- 『ずーっとしあわせ』（ピーター・シス、ブックローン出版） 1996.6
- 『うさぎのチッチ』（ケス・グレイ、BL出版） 2005
- 『カップケーキのバニラくん』（シャリース・メリクル・ハーパー、BL出版） 2011.2
- 『ホリーのゆめ わたしが走りだした日』（ホリー・ホビー、BL出版） 2011.9

### 「トゥートとパドル」シリーズ
- 『トゥートとパドル ふたりのすてきな12か月』（ホリー・ホビー、BL出版、「トゥートとパドル」シリーズ ） 1999
- 『トゥートとパドル いちばんすごいプレゼント』（ホリー・ホビー、BL出版、「トゥートとパドル」シリーズ ） 2000
- 『クリスマスはきみといっしょに』（ホリー・ホビー、BL出版、「トゥートとパドル」シリーズ ） 2001
- 『きみがわらってくれるなら』（ホリー・ホビー、BL出版、「トゥートとパドル」シリーズ ） 2001
- 『パドルのABC』（ホリー・ホビー、BL出版、「トゥートとパドル」シリーズ ） 2001
- 『なんてったってせかいいち』（ホリー・ホビー、BL出版、「トゥートとパドル」シリーズ ） 2003
- 『オパールちゃんのなつやすみ』（ホリー・ホビー、BL出版、「トゥートとパドル」シリーズ ） 2004
- 『ダフネちゃんとオパールちゃん』（ホリー・ホビー、BL出版、「トゥートとパドル」シリーズ ） 2005
- 『きみがそばにいてくれたら』（ホリー・ホビー、BL出版、「トゥートとパドル」シリーズ ） 2006
- 『だからきみがだいすき』（ホリー・ホビー、BL出版、「トゥートとパドル」シリーズ ） 2007
- 『ぼくたちのホワイト・クリスマス』（ホリー・ホビー、BL出版、「トゥートとパドル」シリーズ ） 2009

### 「こねずみミコ」シリーズ
- 『こねずみミコのおふろなんか、いやだもん!』（ブリギッテ・ベニンガー、BL出版 「こねずみミコ」シリーズ） 2005
- 『こねずみミコのママ、おきてあそぼうよ!』（ブリギッテ・ベニンガー、BL出版 「こねずみミコ」シリーズ） 2005.9
- 『こねずみミコのあっ、われちゃった!』（ブリギッテ・ベニンガー、BL出版 「こねずみミコ」シリーズ） 2006
- 『こねずみミコのいぬがかいたい!』（ブリギッテ・ベニンガー、BL出版 「こねずみミコ」シリーズ） 2006.7
- 『こねずみミコのなつやすみってさいこう!』（ブリギッテ・ベニンガー、BL出版 「こねずみミコ」シリーズ） 2006.7
- 『こねずみミコのわくわく、おたんじょうびだよ!』（ブリギッテ・ベニンガー、BL出版 「こねずみミコ」シリーズ） 2006.3